# Zündhütchenfabrik Empelde
Die Zündhütchenfabrik Empelde, auch Lindener Zündhütchenfabrik Empelde genannt, war eine Fabrik in Empelde bei Hannover, in der jahrzehntelang Munition für Feuerwaffen hergestellt wurde. Die zeitweilig auch unterirdisch betriebene Produktion der sogenannten „Zündhütchen“, die auch als Kriegsmittel in der Rüstungsindustrie eingesetzt wurden, erfolgte während des Zweiten Weltkrieges für die Firma Dynamit AG Fabrik Empelde, die mehrere Zwangsarbeiterlager in der Umgebung unterhielt. Auf dem rund 270.000 Quadratmeter großen Fabrikgelände begannen in den späten 1970er Jahren die Planungen zum Bau des Wohnparks am See.

## Geschichte
Die Empelder Zündhütchenfabrik ging aus der Lindener Zündhütchen- und Thonwarenfabrik hervor, für die laut der Zeitschrift für das gesamte Schiess- und Sprengstoffwesen um 1911 zum Zwecke der Vergrößerung ein Neubau in der Gemeinde Empelde geplant war, „während die alte Anlage innerhalb des Stadtgebietes Linden abgebrochen“ werden sollte.
Bereits vor dem Ende des Ersten Weltkrieges waren in der Empelder Zündhütchenfabrik Kriegsmittel produziert worden. Auf dem Fabrikgelände lag auch die später unter Wasser liegende Grube der Egestorffschen Ziegelei, in der Tone des Unteren und Mittleren Lias ausgebeutet worden waren und aus der der Geologe Wilhelm Hoyer verschiedene Fossilien ausgewertet hat.
Nach den Abrüstungsbedingungen entsprechend dem Versailler Vertrag war die Fabrik in der Weimarer Republik zunächst stillgelegt worden, doch wurde ein Vertrag mit den Besitzern ausgehandelt, durch den die Fabrik für Zwecke der Reichswehr und vor allem für spätere Hülsen- und Geschossfertigungen bereitgehalten werden sollte. Nachdem die Reichswehr im Gebiet der Stadt Hannover mehr als 20 Unternehmen zu Herstellern von Kriegsgerät und Zubehör auserkoren hatte, wurden ab 1927 vor allen anderen Firmen die Hanomag und die Zündhütchenfabrik „mit illegalen Aufträgen“ gefördert. Privilegiert wie nur wenige andere Firmen, konnten Hanomag und die Zündhütchenfabrik „mit großer finanzieller Unterstützung der Reichswehr“ zum Beispiel Pressen für „harte Rüstungsgüter“ anschaffen, erhielten nach gründlicher Überholung „schwarze Maschinen“ der Reichswehr und konnten mithilfe des Waffenamtes ihre Werke für weitere Rüstungskapazitäten ausbauen. „Im Bedarfsfall“ sollte die Lindener Zündhütchen- und Patronenfabrik AG monatlich bis zu 9,5 Millionen Infanterie-Patronen und 15 Millionen Zündhütchen produzieren können.

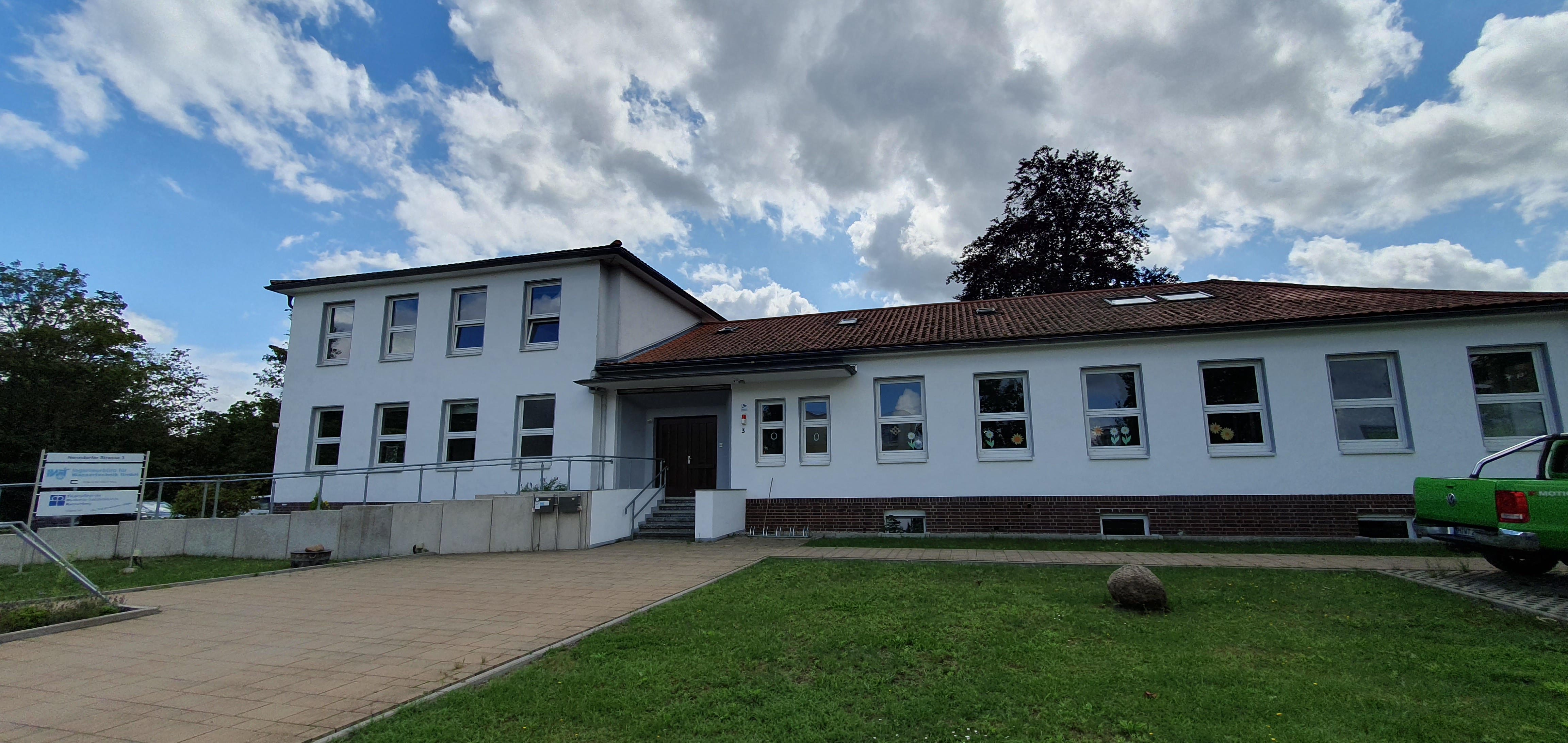
Ehemaliges Verwaltungsgebäude der Dynamit AG Werk Empelde

Zur Zeit des Nationalsozialismus firmierte die vormalige Zündhütchenfabrik als Dynamit AG Fabrik Empelde, die während des Zweiten Weltkrieges in der Umgebung insbesondere für sowjetische Zwangsarbeiterinnen mehrere Zwangsarbeiterlager unterhielt. Eines davon war am Benther Berg eingerichtet.
Das „Lager auf dem Gelände der Dynamit Nobel AG“, auch als „Lager 169“ oder „Camp 169“ bezeichnet, diente zeitweilig zur Unterbringung von bis zu 1500 Menschen.
Nach Ende des 2. Weltkriegs kamen zunächst Zwangsarbeiter und Zwangsarbeiterinnen in dem auf dem Fabrikgelände errichteten DP-Lager unter. Nachdem diese das Lager im Mai 1946 verlassen hatten, diente es zunächst als Notunterkunft für Geflüchtete und Vertriebene aus den Gebieten östlich der Oder-Neiße-Linie sowie für Ausgebombte. Aufgrund der Wohnungsnot verblieben die Menschen ungewollt länger unter schwierigen Bedingungen in dem nun entstandenen Flüchtlingslager. Im Jahre 1948 lebten hier 1300 Personen. Der letzte Bewohner verließ das Lager 1958.
In der Folgezeit nutzten verschiedene Firmen die Gebäude der Fabrik. Zwischen 1961 und 1964 produzierte die Verwertchemie Empelde, eine Tochtergesellschaft der Dynamit AG, Munition und Munitionshülsen auf dem Gelände. Anfang der achtziger Jahre wurden die Fabrikgebäude und Baracken abgerissen, es entstand das Wohngebiet Wohnpark am See.

## Persönlichkeiten
Zu den mit der Empelder Zündhütchenfabrik verbundenen Personen zählten beispielsweise
- der Vater von Henning Rischbieter.[16]
- der spätere Bürgermeister von Ronnenberg, Paul Wenig.[17]

## Altlasten
Bereits im Zuge der Abbrucharbeiten waren in dem auf dem Gelände befindlichen Teich Munitions- und Phosphorrückstände sowie chlorierte Kohlenwasserstoffe gefunden worden. Sanierungsmaßnahmen wurden zunächst nicht ergriffen. 1990 gab das Niedersächsische Umweltministerium eine Untersuchung des Baugebiets in Auftrag. Es wurden gebietsweise hohe Konzentrationen vor allem von Quecksilber gefunden, sodass an die Bevölkerung des Baugebiets die Empfehlung erging, selbst angebaute Gartenfrüchte nicht zu verzehren. Im Dezember 1991 wurde ein Baustopp verhängt. Im Jahr 1992 ließen Stadt und Landkreis Bodenaushub abtransportieren, sieben und säubern. Eine erneute Untersuchung der Böden in den Jahren 1996/1997 förderte Phosphorspritzen, Munition und weitere Schadstoffe zutage, sodass wiederum Boden ausgetauscht bzw. aufwendig gesiebt werden musste. Im Jahr 2000 erklärten die Stadt Ronnenberg und der Landkreis Hannover die Sanierung des Wohnparks für abgeschlossen.